# Три танцора
«Три танцора» (фр. Les Trois Danseuses) — картина Пабло Пикассо, написанная в 1925 году в начале периода сюрреализма. Находится в Британской галерее Тейт. Размер — 215,3 × 142,2 см.
Произведение считается первой работой Пикассо в стиле сюрреализма. Оно знаменует собой формирование нового приёма изобразительности, полного драматизма и эмоциональности. 

## Описание
На фоне открытого окна и голубого неба изображены три фигуры в балетных позах. Слева показана Жермен Гаргалло, роковая женщина, из-за которой совершил самоубийство близкий друг Пикассо Карлос Касагемас. Он изображён в центре холста. Справа тёмным силуэтом выделена фигура художника Рамона Пишо, который стал мужем Жермен через некоторое время после гибели Касагемаса. В то время, когда Пикассо писал «Трёх танцоров», он узнал новость о смерти Пишо. Для художника это стало большим потрясением и напомнило ему о смерти Касагемаса. Два его близких друга, вовлечённые в любовный треугольник, были мертвы. 

## История создания

Три танцора. Рентгеновский снимок

Очевидно, Пикассо  работал над картиной до своей поездки в Монте-Карло с Русским балетом. По возвращении в Париж он полностью изменил свой стиль. На рентгеновском снимке картины можно увидеть, что под верхним слоем краски была совсем другая живопись. Фигуры с округлыми формами написаны в более классической манере. Нижняя часть холста особенно интересна. Здесь видны две ноги. Одна принадлежит фигуре слева, а другая — фигуре справа. Они существенно отличаются от абстрактных форм, заменивших их. 
Картина стала частью коллекции Британской галереи Тейт в 1965 году после долгих переговоров представителя галереи Роланда Пенроуза с Пикассо, длившихся около пяти лет. По поводу названия картины всегда шёл спор. Пикассо называл её «Танец» (La Danse), в то время как Роланд Пенроуз использовал название «Три танцора» (Les Trois Danseuses), с которым художник не согласился. Тем не менее Тейт продолжает его использовать.